# Municipio de Cass (condado de Douglas)
El municipio de Cass (en inglés: Cass Township) es un municipio ubicado en el condado de Douglas en el estado estadounidense de Misuri. En el año 2010 tenía una población de 365 habitantes y una densidad poblacional de 3,88 personas por km².

## Geografía
El municipio de Cass se encuentra ubicado en las coordenadas 37°0′30″N 92°21′41″O / 37.00833, -92.36139. Según la Oficina del Censo de los Estados Unidos, el municipio tiene una superficie total de 94.14 km², de la cual 94,13 km² corresponden a tierra firme y (0,01 %) 0,01 km² es agua.

## Demografía
Según el censo de 2010, había 365 personas residiendo en el municipio de Cass. La densidad de población era de 3,88 hab./km². De los 365 habitantes, el municipio de Cass estaba compuesto por el 97,81 % blancos, el 0,82 % eran amerindios, el 0,27 % eran de otras razas y el 1,1 % eran de una mezcla de razas. Del total de la población el 1,1 % eran hispanos o latinos de cualquier raza.